# گکوی عنکبوتی فارس
گکوی انگشت‌خمیده ورنر یا گکوی عنکبوتی فارس (نام علمی: Cyrtopodion gastrophole) گونه‌ای گکو بومی ایران است که اغلب در مناطق مرکزی آن در استان فارس یافت می‌شود. این گکو جزو گونه‌های کمیاب از این مارمولک در ایران است.
طول کل بدن گکوی عنکبوتی فارس به ۱۲ سانتی‌متر می‌رسد و بارزترین ویژگی‌اش بدن کشیده و اندام‌های حرکتی و دم باریک و لاغر آن است که شناسایی‌اش را از دیگر گکوها ساده می‌کند.